# Dhar (Distrikt)
Der Distrikt Dhar (Hindi: धार जिला) ist ein Distrikt des zentralindischen Bundesstaats Madhya Pradesh. Verwaltungs- und Wirtschaftszentrum ist die Stadt Dhar. Der Distrikt entstand im Jahr 1947.

## Geografie und Klima
Der im Süden vom Fluss Narmada begrenzte Distrikt Dhar liegt im Südwesten des Bundesstaats Madhya Pradesh im Vindhyagebirge in Höhen um 150 bis maximal 750 m ü. d. M. Physiogeographisch können drei Anteile unterschieden werden: die Malwa-Hochebene im Norden, das Vindhyagebirge in der Mitte und die Narmada-Flussebene im Süden. Er grenzt im Norden an den Distrikt Ratlam im Nordosten an den Distrikt Ujjain, im Osten an den Distrikt Indore, im Süden an den Distrikt Barwani, im Südwesten an den Distrikt Alirajpur und im Westen an den Distrikt Jhabua. Mehrere Nebenflüsse des Narmada entspringen in der Vindhyakette.
Das Klima ist im Allgemeinen trocken, bis auf die Regenmonate der Monsunzeit. Es können vier Jahreszeiten unterschieden werden. Auf die heiße Jahreszeit von März bis etwa Mitte Juni folgt die Monsunzeit, die bis Ende September dauert. Oktober und November gelten als Nachmonsunzeit. Die Zeit von Dezember bis Februar ist die kalte Jahreszeit. Der Mai ist der heißeste Monat mit einem durchschnittlichen Tagesmaximum von etwa 40 °C und gelegentlich bis 45 °C. Mit dem Einsetzen des Südwestmonsuns in der zweiten Juniwoche sinken die Temperaturen und das Wetter wird angenehmer. Im September steigen die Tagestemperaturen und erreichen im Oktober ein zweites Maximum. Nach Oktober sinken die rasch. Der Januar ist im Allgemeinen der kälteste Monat mit einem durchschnittlichen Tagesmaximum von etwa 27 °C und einem durchschnittlichen Tagesminimum von etwa 10 °C.
Gelegentlich kann die Minimaltemperatur bis auf etwa den Gefrierpunkt absinken. Während der Monsunmonate wehen die Winde hauptsächlich aus Richtungen zwischen Südwest und Nordwest. In der Nachmonsun- und Winterzeit wehen die Winde hauptsächlich aus Nordost oder Ost. Im März wehen die Winde aus Richtungen zwischen Südwest und Nordwest.

## Geschichte
Die Gegend um Dhar gehörte im Mittelalter zum Paramara-Reich, war jedoch nur unter König Bhoja (reg. 1010/21–1065) von politischer oder kultureller Bedeutung. Die islamische Invasion in Nordindien ließ die Region zunächst unberührt, doch im 13. Jahrhundert wurde sie vom Sultanat von Delhi erobert. Zu Beginn des 15. Jahrhunderts machte sich der hiesige Gouverneur Dilawar Khan selbständig und sein Sohn Hoshang Shah setzte die Autonomiepolitik seines Vaters fort; Mandu wurde die neue Hauptstadt des Reiches. Im Jahr 1560 eroberte der Mogulherrscher Akbar I. die Region. In der Phase des Niedergangs des Mogulreiches im 18. Jahrhundert übernahmen zunächst die Marathen, später dann die Briten die Macht. Im Jahr 1728 entstand der Fürstenstaat Dhar, der bis zur Unabhängigkeit Indiens (1947) Bestand hatte. Danach gehörte das Gebiet als Distrikt Dhar zu Madhya Bharat und ist seit dem States Reorganisation Act 1956 Teil von Madhya Pradesh.

## Bevölkerung

### Übersicht
Hindus dominieren in den Dörfern auf dem Lande (ca. 95 %); in den Städten gibt es auch eine nicht unerhebliche Zahl von Muslimen (ca. 5 % der Gesamtbevölkerung). In der Dekade zwischen 2001 und 2011 wuchs die Bevölkerung um etwa 20 % auf über 2 Millionen an, wobei der männliche Bevölkerungsanteil den weiblichen um etwa 12 % übersteigt. Etwa 81 % der Bevölkerung lebt in den Dörfern auf dem Lande; ein Drittel der Menschen (zumeist Frauen) gelten als Analphabeten. Man spricht zumeist Hindi. Die Distrikte Dhar und Jhabua verfügen über einen hohen Anteil an Bhil-Bevölkerung.

### Einwohnerentwicklung
In den ersten Jahrzehnten des 20. Jahrhunderts wuchs die Bevölkerung nur langsam an. Dies wegen Seuchen, Krankheiten und Hungersnöten. Seit der Unabhängigkeit Indiens hat sich die Bevölkerungszunahme beschleunigt. Während die Bevölkerung in der ersten Hälfte des 20. Jahrhunderts um rund 72 % zunahm, betrug das Wachstum in den fünfzig Jahren zwischen 1961 und 2011 240 %. Die Bevölkerungszunahme zwischen 2001 und 2011 lag bei 25,60 % oder rund 445.000 Menschen. Offizielle Bevölkerungsstatistiken der heutigen Gebiete sind seit 1901 bekannt und veröffentlicht.
| Jahr      | 1901    | 1911    | 1921    | 1931    | 1941    | 1951    | 1961    | 1971    | 1981      | 1991      |
| Einwohner | 293.103 | 343.256 | 393.577 | 432.482 | 473.721 | 503.965 | 643.774 | 842.400 | 1.057.469 | 1.367.412 |

### Größere Orte
Im Distrikt gibt es 13 Orte, die als Städte (towns und census towns) gelten. Dennoch ist der Anteil der städtischen Bevölkerung im Distrikt gering. Denn nur 442.947 der 2.185.793 Einwohner oder 20,26 % leben in städtischen Gebieten. Die Städte mit mehr als 25.000 Einwohnern sind:
Weitere Städte mit mehr als 10.000 Einwohnern sind Badnawar (20.917 Personen), Rajgarh (20.668 Personen), Dharampuri (16.363 Personen) und Mandav (10.657 Personen).

### Volksgruppen
In Indien teilt man die Bevölkerung in die drei Kategorien general population, scheduled castes und scheduled tribes ein. Die scheduled castes (anerkannte Kasten) mit (2011) 145.436 Menschen (6,65 Prozent der Bevölkerung) werden heutzutage Dalit genannt (früher auch abschätzig Unberührbare betitelt). Die scheduled tribes sind die anerkannten Stammesgemeinschaften mit (2011) 1.222.814 Menschen (55,94 Prozent der Bevölkerung), die sich selber als Adivasi bezeichnen. Zu ihnen gehören in Madhya Pradesh 46 Volksgruppen. Mehr als 5000 Angehörige zählen nur die Bhil (1.200.502 Personen oder 54,92 % der Distriktsbevölkerung).

## Wirtschaft
Traditionell spielt die Landwirtschaft die dominierende Rolle im Wirtschaftsleben des Distrikts; Hauptanbauprodukte sind Weizen und Reis sowie Hülsenfrüchte (Linsen, Erbsen etc.), Ölsaaten, Baumwolle etc. In den Städten haben sich Handwerk, Handel sowie kleinere Industrie- und Dienstleistungsunternehmen angesiedelt. Die im Osten des Distrikts gelegene Stadt Pithampur hat sich zu einem mittleren Industriestandort entwickelt.

## Verwaltungsgliederung
Der Distrikt Dhar ist in die neun Verwaltungsbezirke (Tehsils) Badnawar, Dahi, Dhar, Dharampuri, Gandhwani, Kukshi, Manawar, Pithampur und Sardarpur unterteilt. Er besteht laut District Census Hand Book (Part A, Seiten 9 und 10) aus 1477 bewohnten Dörfern und 13 Städten mit 13 Stadtverwaltungen und 761 Dorfverwaltungen.

## Verkehr
Viele Dörfer sind über Buslinien an das regionale Verkehrsnetz angeschlossen. Hinzu kommen als überregionale Straßenverbindungen mehrere National Highways und State Highways. Es gibt keine Eisenbahnlinien innerhalb des Distrikts.

## Sehenswürdigkeiten
Die bedeutendsten Sehenswürdigkeiten sind Roopmati’s Pavilion, Hindola Mahal und Jahaz Mahal in Mandu sowie die Stadt Dhar mit ihrem Fort und den Gebäuden der Altstadt.

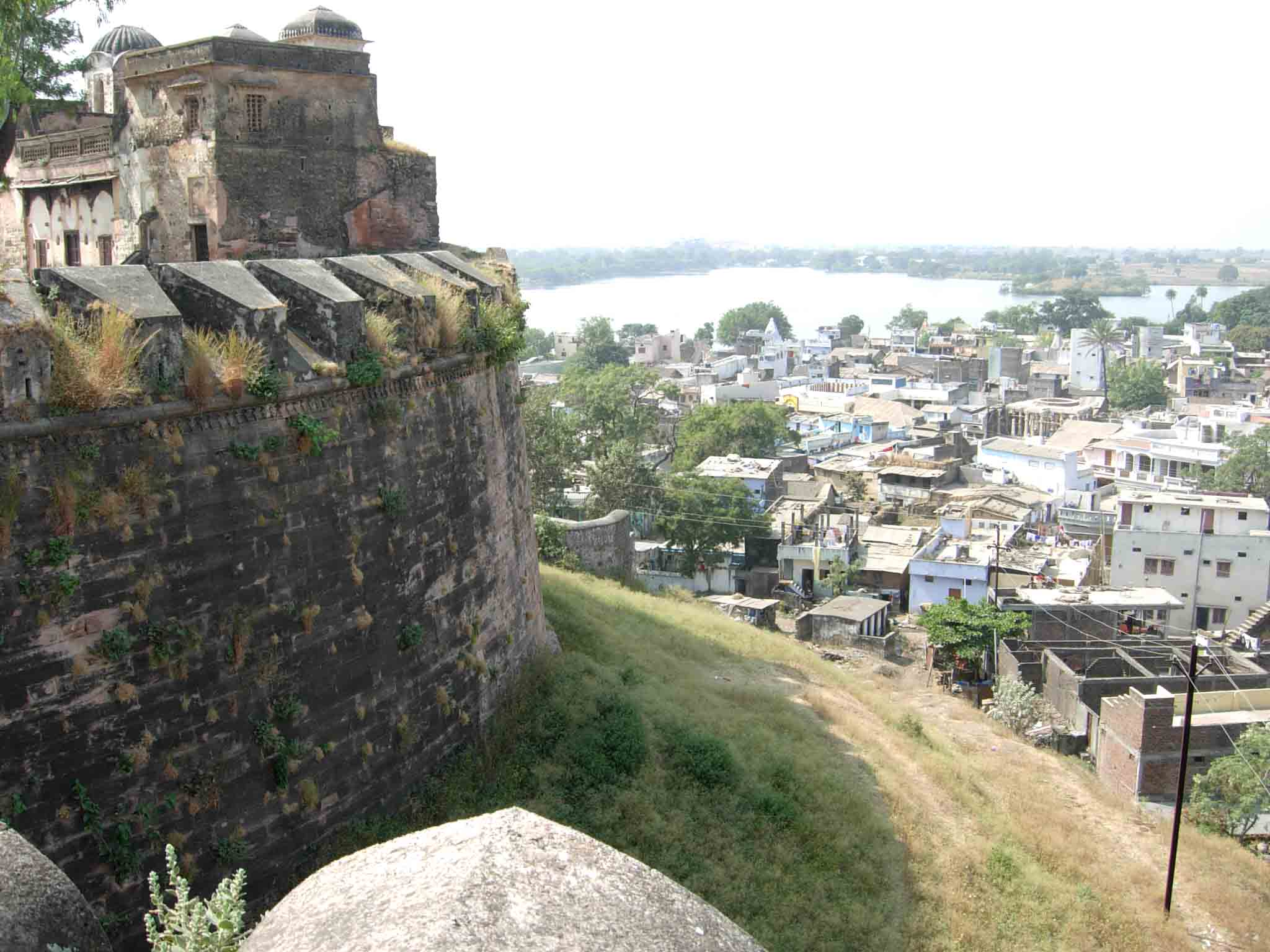
Dhar, Fort und Stadt
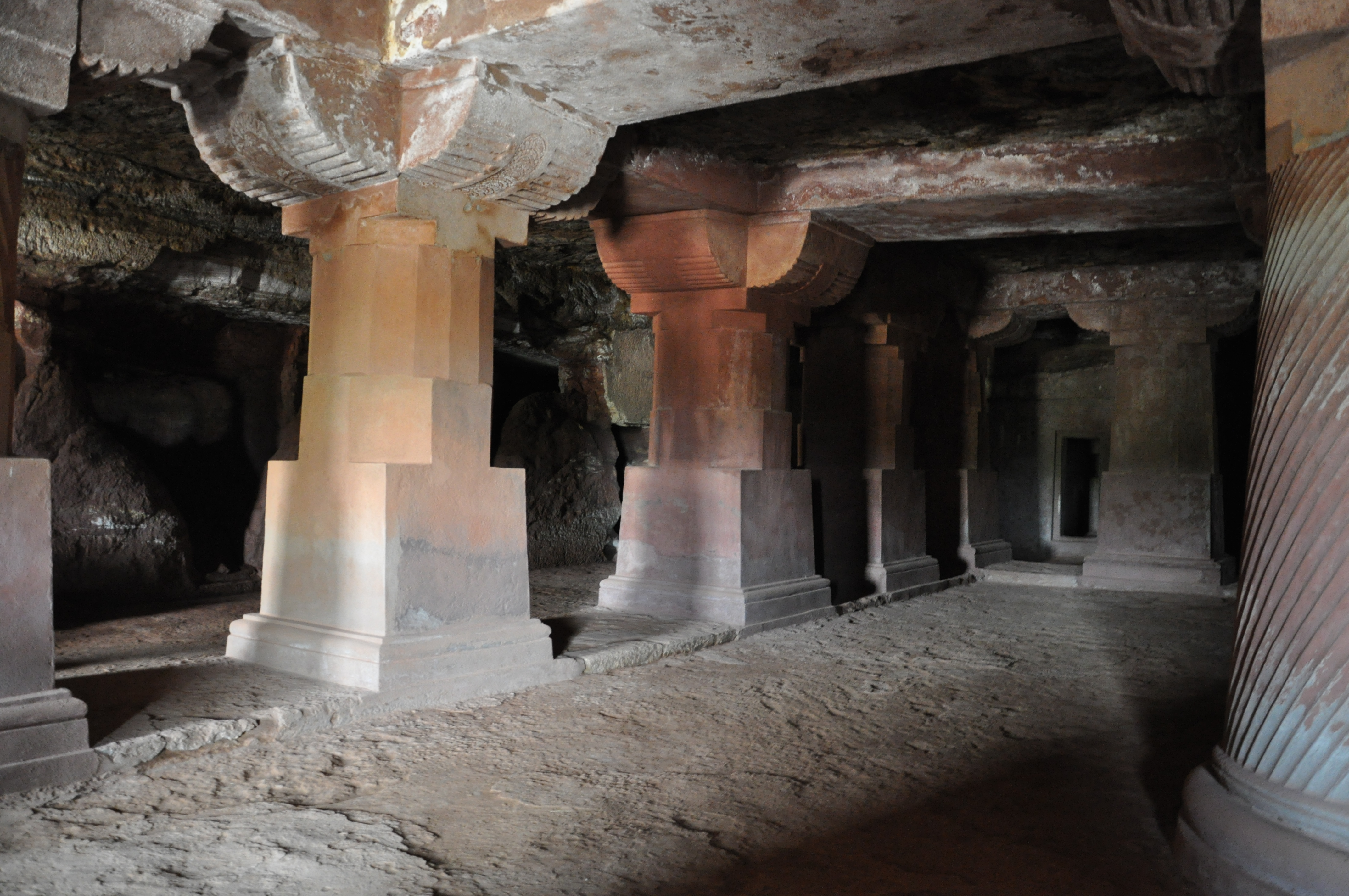
Bagh-Höhlen
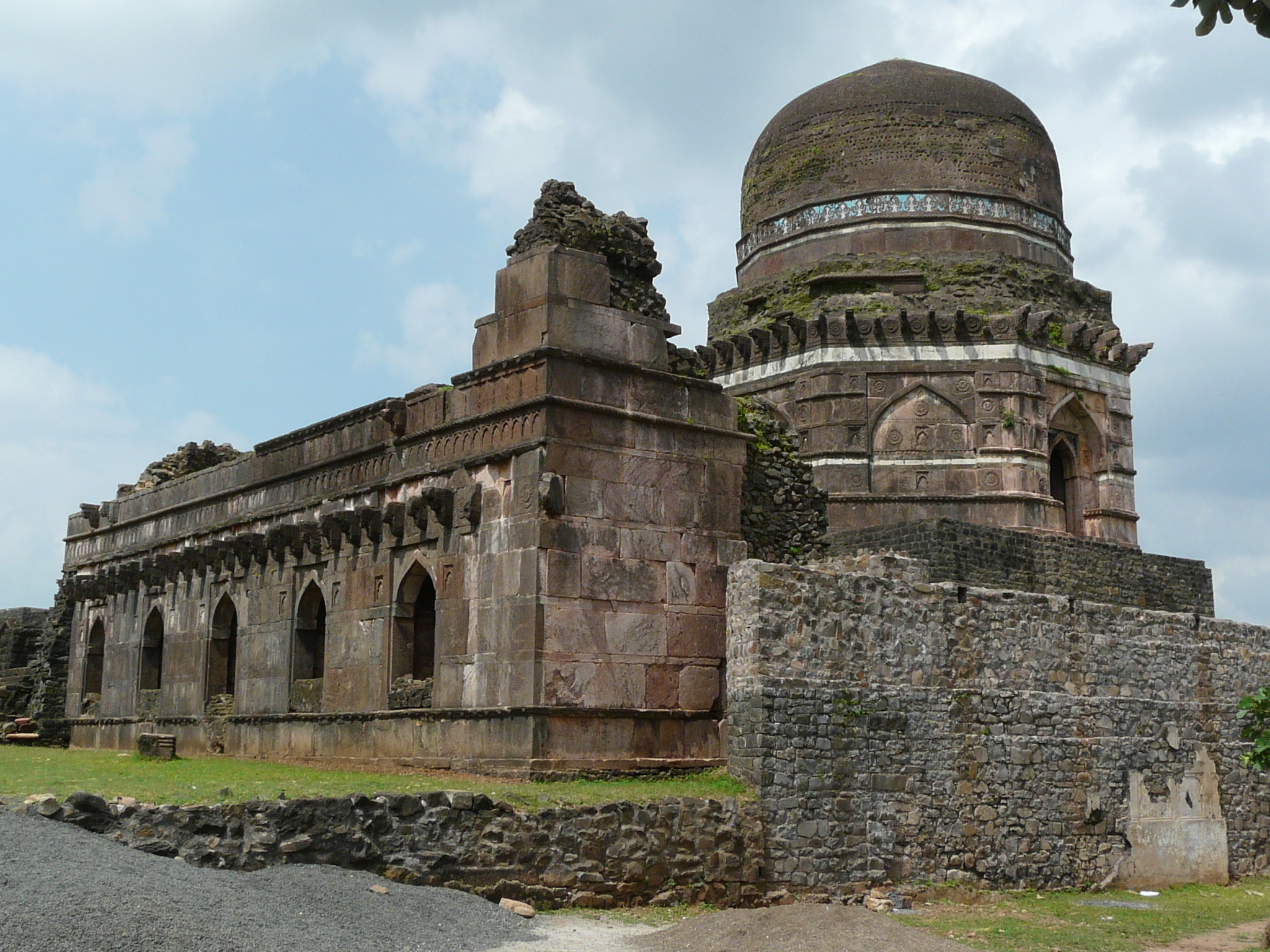
Mandu, Palast
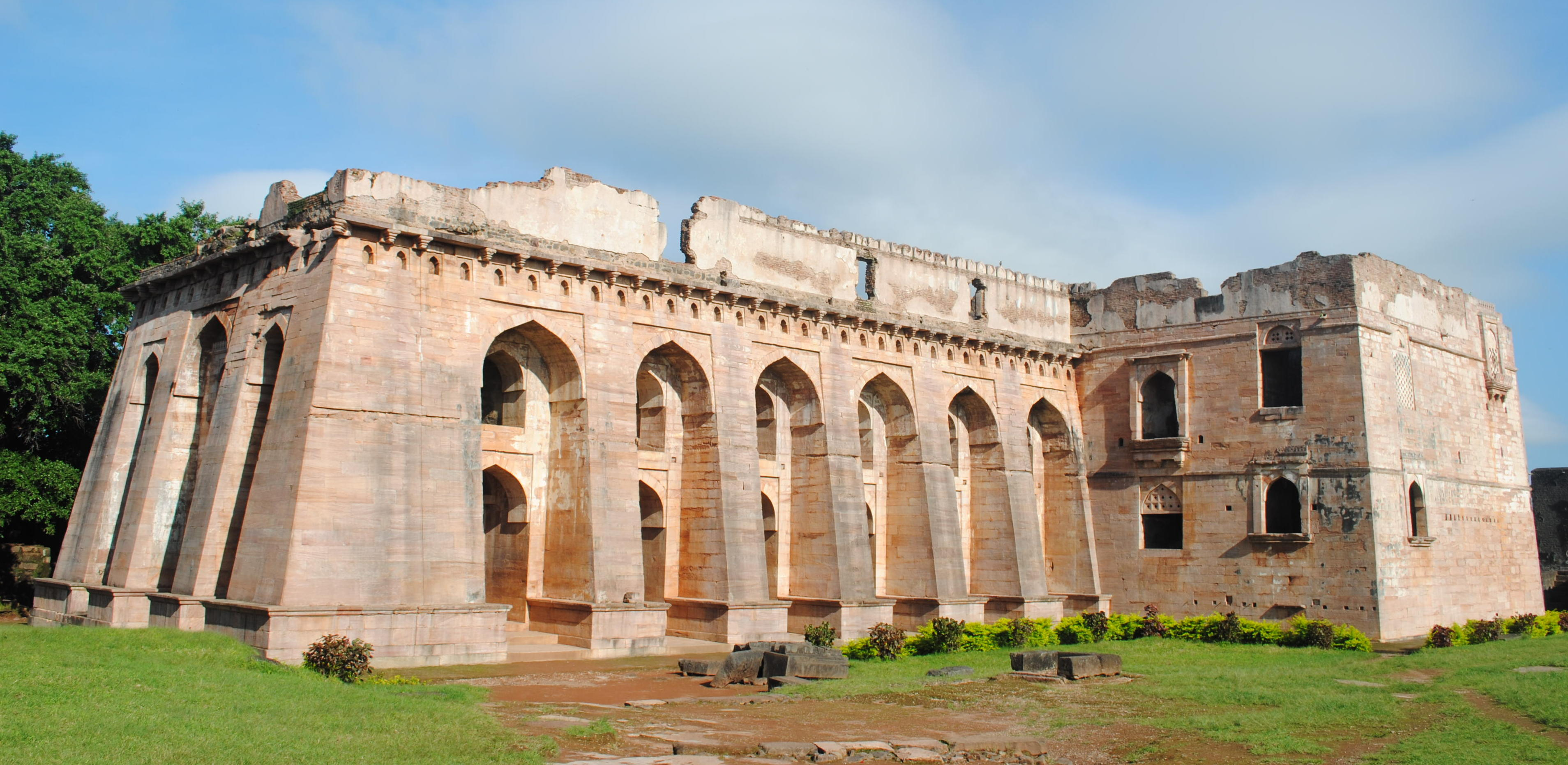
Mandu, Hindola-Palast
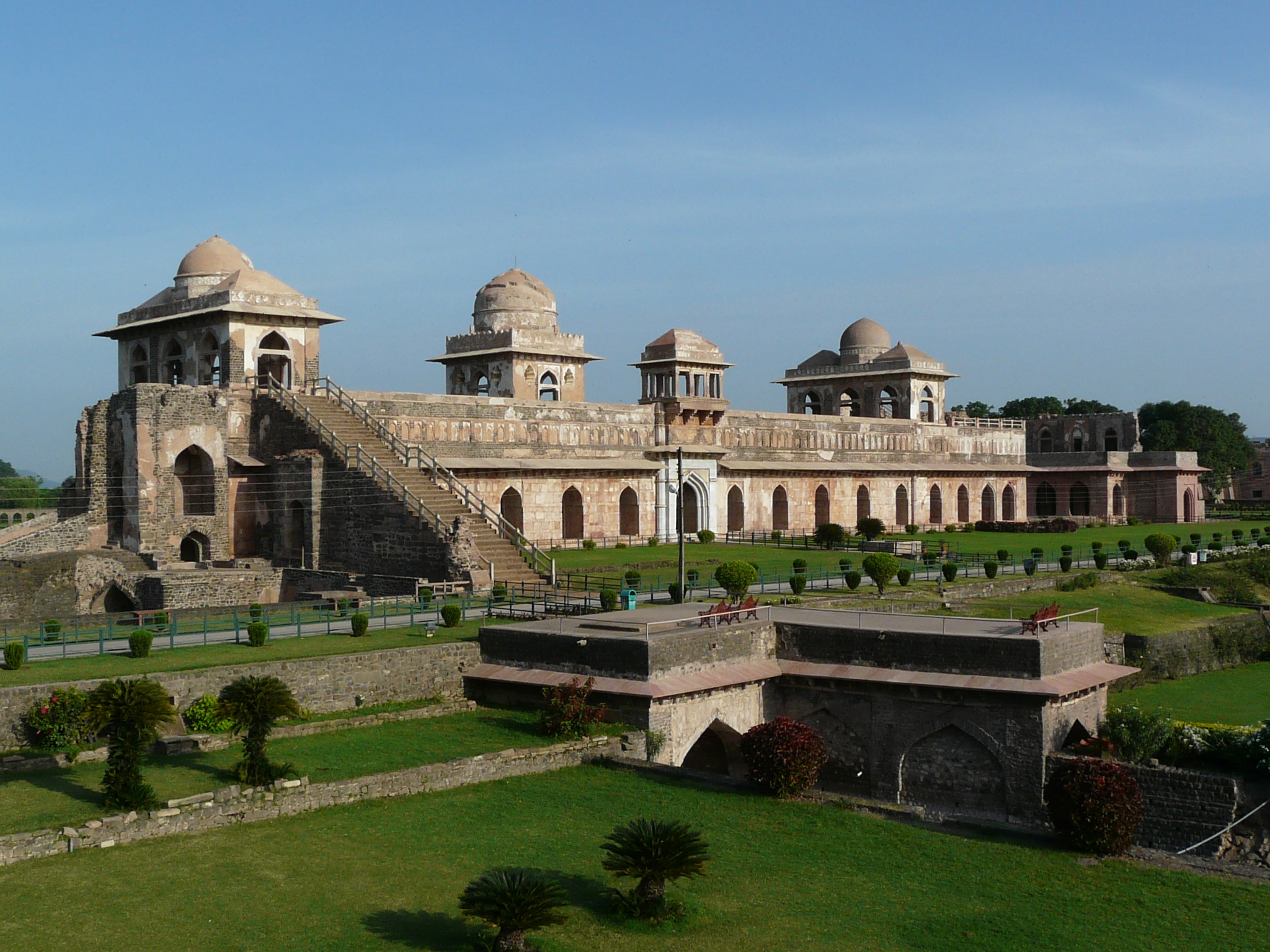
Mandu, Jahaz Mahal
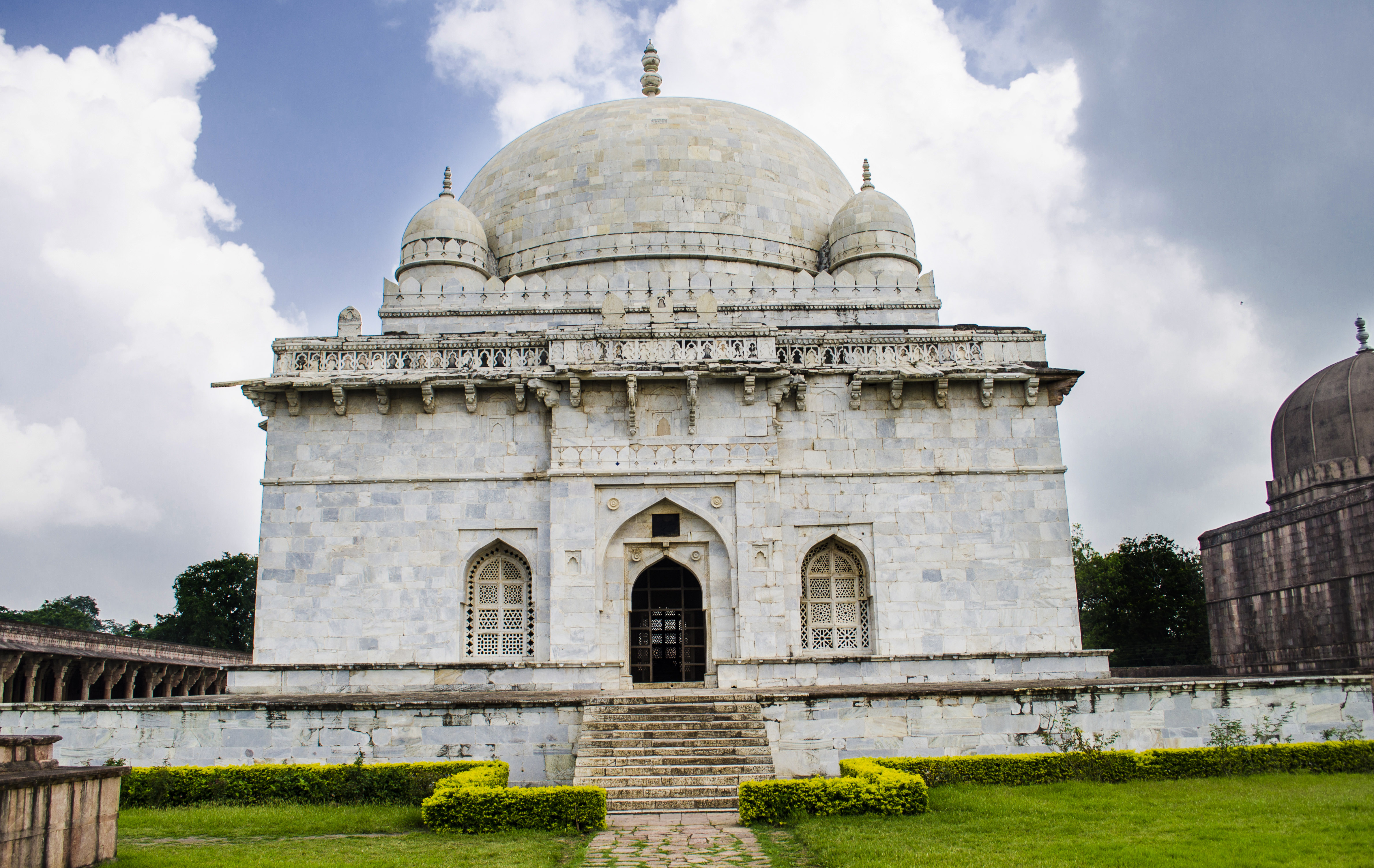
Mandu, Hoshang-Shah-Mausoleum
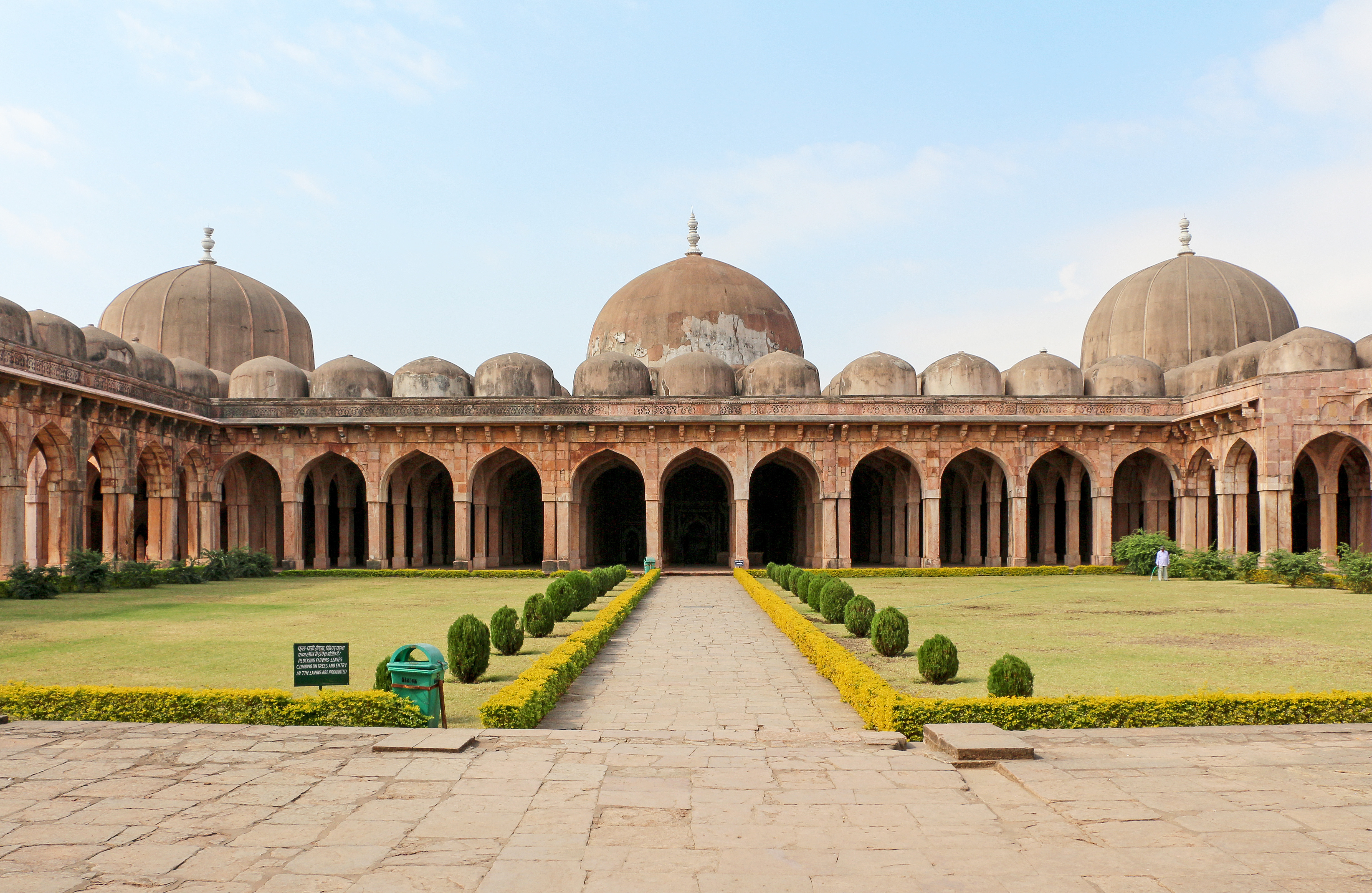
Mandu, Freitagsmoschee (Jama Masjid)